# Begijnhof 3

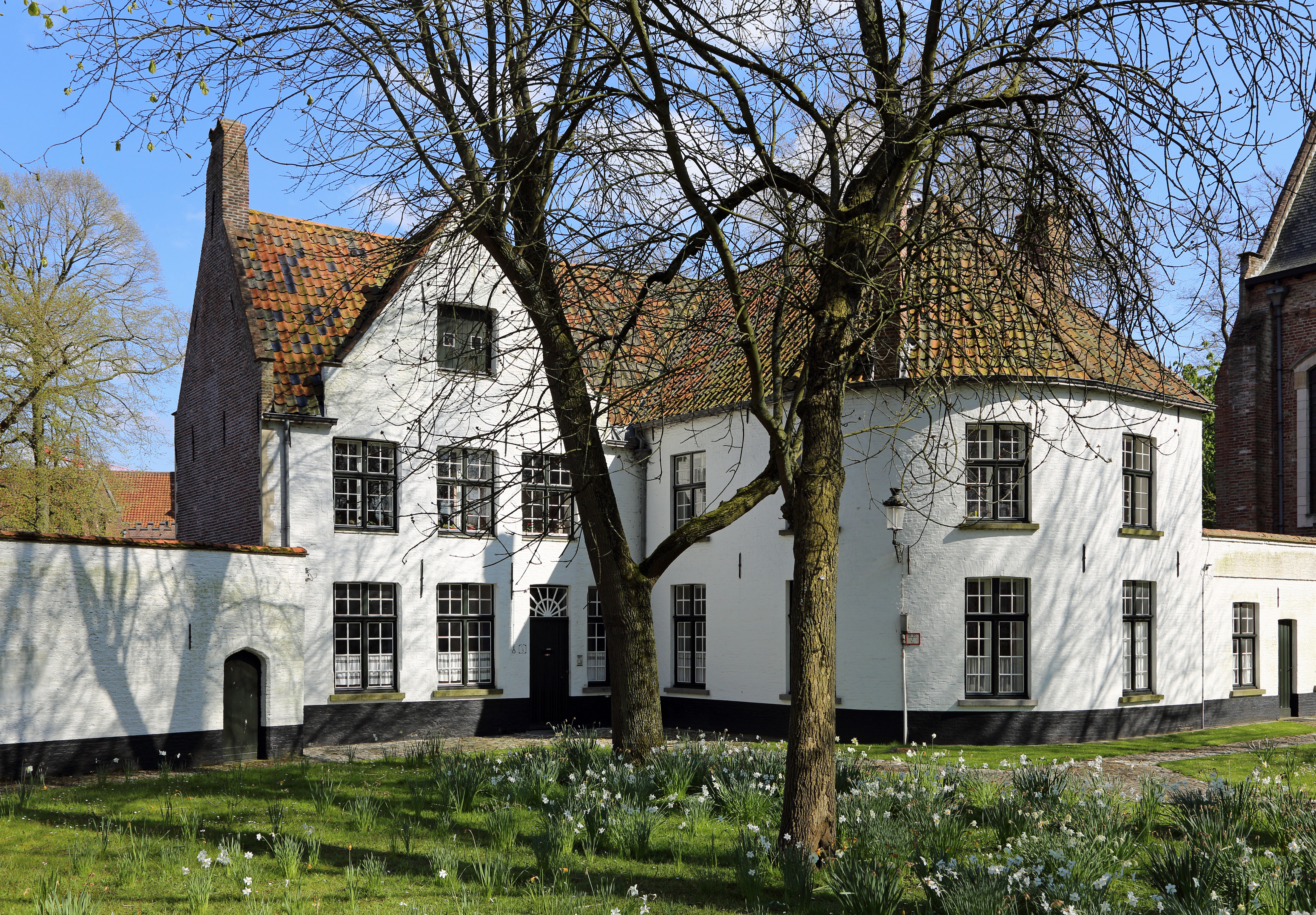
Begijnhof 3, Blick von Westen, 2016

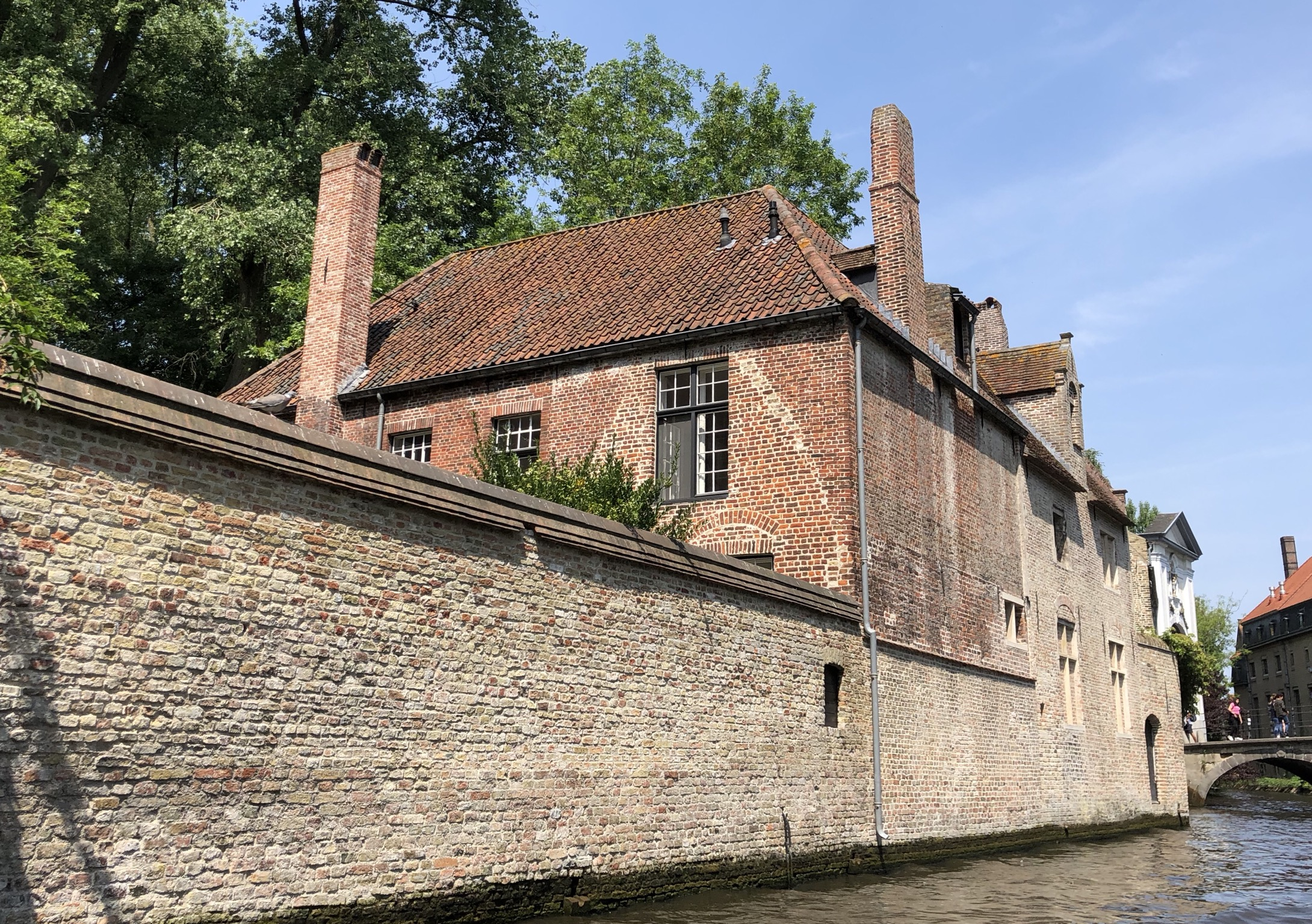
Blick vom Bakkersrei aus südlicher Richtung, 2019

Begijnhof 3 ist ein denkmalgeschütztes Gebäude in Brügge in Belgien.

## Lage
Das Haus befindet sich an der Ostseite des Beginenhofs Brügge unmittelbar am Ufer des Kanals Bakkersrei. Südlich steht die Beginenhofkirche, nördlich grenzt das gleichfalls denkmalgeschützte Gebäude des Beginenhofmuseums an.

## Architektur und Geschichte
Das zweigeschossige Gebäude ist ein Beginenhaus und diente als Unterkunft von Beginen. Es geht bis auf das 17. Jahrhundert zurück und besteht aus zwei im rechten Winkel zueinander angeordneten Flügeln. Markant ist die abgerundete nordwestliche Gebäudeecke. Bedeckt ist das Gebäude von mit flämischen Ziegeln eingedeckten Satteldächern.
1989 wurde der Schornstein des Hauses restauriert, 1997 folgte die Instandsetzung der Fassaden und Dächer. Dabei wurden zum Kanal weisende Fensteröffnungen wieder freigelegt.
Das Gebäude wird seit dem 14. September 2009 als architektonisches Erbe geführt und gehört zum Denkmalbereich des Beginenhofs.